# Grammatica persiana
La grammatica persiana (in persiano دستور زبان فارسی‎) è simile a quella di molte altre lingue indoeuropee, in particolare quelle della famiglia indoiranica. Con il medio persiano, il persiano è diventato maggiormente analitico, perdendo il genere e mantenendo poche desinenenze per i casi; il persiano moderno ha ereditato tutte queste peculiarità.

## Tipologia sintattica
Il persiano segue un ordine di tipo SOV.
- من کتاب را خریدم man ketāb rā kharidam 'io ho comprato il libro' (il verbo "ho comprato" è خریدم, alla fine della frase).

Ci sono tuttavia alcune eccezioni, soprattutto nel contesto informale, come la seguente:
- میروم خانه miravam khāne 'vado a casa' (il verbo 'vado' è میروم, che in questo caso è il primo elemento della frase).

## Marcatore dell'oggetto diretto: را (rā)
In persiano l'oggetto diretto di una frase viene (quasi) sempre marcato tramite la particella 
را, la quale è posta sempre dopo l'oggetto a cui si riferisce.
- یک پرنده را دیدم yek parandeh rā didam 'ho visto un uccello' (vedere (دیدن) è un verbo transitivo, quindi richiede l'uso di را).

## Sostantivi

### Genere
Come anticipato precedentemente, non esiste il genere grammaticale. Esistono due numeri (singolare e plurale). È noto come il persiano moderno sia fortemente influenzato dall'arabo nel lessico, tuttavia il genere (esistente in arabo) dei prestiti arabi è stato perduto in persiano. Ad ogni modo alcuni vocaboli arabi di genere femminile sono ancora identificabili in persiano dalla terminazione caratteristica in ه- (derivante dalla ta marbuta (ة-) dell'arabo classico).

### Plurale
Vengono usati due suffissi: ها (hā) e ان (ān).
Di questi suffissi solo il primo può essere usato per qualsiasi sostantivo.
- جشن --> جشنها, ma NON جشنان;

in contesti formali possono essere accettati anche i plurali fratti tipici dell'arabo (
ad esempio: ra'is --> ro'asā').

### Pronomi soggetto
| Persona | Singolare                      | Plurale                                                             |
| ------- | ------------------------------ | ------------------------------------------------------------------- |
| 1       | man مَن                         | mā ما                                                               |
| 2       | to تو                          | shomā شُما                                                           |
| 3       | u او (umani) ān آن (non-umani) | ānhā آنها (non-umani/umani), ishān ایشان (solo per umani e formale) |

| Persona | Singolare                     | Plurale                                         |
| ------- | ----------------------------- | ----------------------------------------------- |
| 1       | man مَن                        | mā ما                                           |
| 2       | to تو                         | shomā شُما                                       |
| 3       | u او ishun ایشان* (onorifico) | unhā/unā آنها (comune), ishun ایشان (onorifico) |

## Verbo
Il sistema verbale della lingua persiana è caratterizzato da una notevole regolarità. Infatti, escludendo il verbo بودن (budan, che significa 'essere'), per gli altri verbi è possibile formare qualsiasi tempo e modo semplicemente aggiungendo desinenze fisse a due radici, rispettivamente passata e presente (le radici sono le uniche forme per cui è difficile individuare degli schemi fissi, quindi vanno imparate a memoria). Tale regolarità è del tutto assente in gran parte delle lingue europee (si pensi alle numerose irregolarità dei verbi italiani). Si prenda ad esempio il verbo دیدن (didan, cioè 'vedere'): la sua radice passata è did (ricavabile togliendo 'an'), mentre la radice presente è bin.

### Desinenze personali
- ـم (-am) (prima persona singolare) = 'io'
- ـی (-i) (seconda persona singolare) = 'tu'
- ـد (-ad) (terza persona singolare), pronunciata colloquialmente -e = 'egli, ella'
- ـیم (-im) (prima persona plurale) = 'noi'
- ـید (-id) (seconda persona plurale), pronunciata colloquialmente -in = 'voi' (plurale o cortese)
- ـند (-and) (terza persona plurale), pronunciata colloquialmente -an = 'essi'

### Passato semplice
Questo tempo viene formato aggiungendo le desinenze personali alla radice del passato. La terza persona singolare non ha nessuna terminazione oltre la radice:
- من گرفتم man gereftam 'Io ho preso/presi'
- توگرفتی‌ to gerefti
- او گرفت u gereft
- ما گرفتیم mā gereftim
- شما گرفتید šomā gereftid
- آنها گرفتند ānhā gereftand

### Presente del verbo 'essere'
Il verbo بودن budan (essere) è completamente irregolare nel presente in quanto non possiede una radice per tale tempo (in realtà esiste la radice 'bāsh-', ma viene utilizzata solo per formare il congiuntivo e l'imperativo). La sua forma più usata consiste nei seguenti suffissi enclitici:
- ام am 'io sono'
- اى i 'tu sei'
- است ast 'egli, ella, è' (pronunciato informalmente e)
- ايم im 'noi siamo'
- ايد id 'voi siete' (plurale o cortese)
- اند and 'essi sono'

Esempi:
- من یک آموزگار ام man yek āmuzegār am "io sono un insegnante"
- تو دوستم ای to dustam i "tu sei il mio amico/la mia amica"

Esiste anche una forma più forte del verbo essere, che in italiano può essere resa più correttamente tramite il verbo 'esistere' o 'esserci':
- هستم hastam 'I (ci) sono/esisto'
- ھستی hasti
- ھست hast
- ھستيم hastim
- ھستيد hastid
- ھستند hastand

Nella lingua formale e scritta viene usato anche il verbo composto وجود داشتن (vojud dāshtan) con lo stesso significato (il sostantivo وجود proviene dalla radice triconsonantica araba و-ج-د, che esprime il 
concetto di 'trovare/trovarsi').

### Verbi composti
Spesso i verbi persiani sono formati da un sostantivo (molte volte di origine araba) seguito da un verbo vero e proprio (quasi sempre con radice indigena persiana). Il verbo semplice più utilizzato per costruire composti è کردن (kardan, 'fare' (tuttavia non viene mai usato da solo con il significato di 'fare'); ecco alcuni esempi di composti con questo verbo:
- گوش کردن gush kardan, 'ascoltare': gush significa 'orecchio', quindi l'espressione complessiva letteralmente significherebbe 'fare orecchio'.
- استخراج کردن estekhrāj kardan, 'estrarre': استخراج è arabo e significa 'estrazione' (la forma è 'istif?āl').

Vengono usate altre basi verbali oltre a kardan per formare composti, ecco le più frequenti:
- زدن zadan (radice presente 'zan-'), significa 'colpire': حرف زدن harf zadan, 'parlare' (حرف significa 'lettera' in arabo).
- شدن shodan (radice presente 'shav-'), significa 'diventare' e viene usato spesso per formare il passivo dei verbi: پیروز شدن piruz shodan, 'vincere'.
- دادن dādan (radice presente 'dah-'), significa 'dare': قول دادن qoul dādan, 'promettere' (letteralmente 'dare la parola', perifrasi esistente anche in italiano).